# Trichoglottis celebica
Trichoglottis celebica är en orkidéart som beskrevs av Robert Allen Rolfe. Trichoglottis celebica ingår i släktet Trichoglottis och familjen orkidéer. Inga underarter finns listade i Catalogue of Life.